# ساختمان گمرک چابهار
ساختمان قدیمی گمرک چابهار مربوط به اواخر دوره قاجار است و در بافت قدیمی چابهار، حاشیه غربی حسینیه ال رسول واقع شده و این اثر در تاریخ ۲۴ اسفند ۱۳۸۳ با شمارهٔ ثبت ۱۱۴۷۸ به‌عنوان یکی از آثار ملی ایران به ثبت رسیده است.